# Mesplède
Mesplède település Franciaországban, Pyrénées-Atlantiques megyében. Lakosainak száma 328 fő (2022. január 1.). Mesplède Arthez-de-Béarn, Balansun, Hagetaubin, Lacadée, Sault-de-Navailles és Argagnon községekkel határos.

## Népesség
A település népességének változása:
| Lakosok száma | 332  | 353  | 379  | 365  | 355  | 344  | 334  | 331  | 328  |
|               | 2013 | 2015 | 2016 | 2017 | 2018 | 2019 | 2020 | 2021 | 2022 |